# Saab SF-340
De Saab SF-340 is een klein laagdekker turboprop passagiersvliegtuig voor de korte en middellange afstand. Het toestel werd in samenwerking met Fairchild ontwikkeld. Doordat Fairchild samenwerkte met de NASA, werd er een moderne vleugel ontwikkeld voor dit vliegtuig. Hierdoor heeft de SF-340 een relatief hoge snelheid en groot vliegbereik.

## Historie
Nadat het vliegtuig in 1983 haar eerste vlucht had gemaakt, werd al na zes maanden begonnen met de serieproductie. Toen Fairchild zich in 1985, nadat er 40 toestellen geproduceerd waren, terugtrok uit de vliegtuigbouw, nam Saab zelf de productie van de tot dan door Fairchild geproduceerde vleugels en staartvlakken ter hand. Tijdens de bouw werd weinig veranderd totdat Saab in 1988 de SF-340B introduceerde. Dit vliegtuig had sterkere en zuinigere motoren die het vliegtuig betere prestaties gaven. Uit de SF-340 werd de grotere SF-2000 ontwikkeld. De laatste SF-340 werd in 1998 geproduceerd en de laatste SF-2000 in 1999, waarna Saab zich terugtrok uit de civiele vliegtuigbouw. Saab produceert sinds 2000 alleen nog militaire toestellen.

## KLM Cityhopper
KLM Cityhopper heeft van 1991 tot 1998 dertien Saab 340-toestellen in gebruik gehad. Op 4 april 1994 crashte een KLM Cityhopper Saab 340 vlak naast de Kaagbaan tijdens een mislukte doorstart. Het toestel keerde na opstijgen van luchthaven Schiphol terug naar de luchthaven vanwege een vermeend defect aan één motor. De instrumentatie gaf aan dat de rechtermotor te lage oliedruk had, maar de motor was in werkelijkheid nog in orde. De bemanning reageerde onjuist op de ontstane situatie, hetgeen leidde tot het noodlottige ongeval. Onder de 24 mensen aan boord waren drie doden te betreuren, waaronder gezagvoerder Gerrit Lievaart.
- Gemeinsame Normdatei: 4463841-3